# 톰 누넌
톰 누넌(Tom Noonan, 1951년 4월 12일 ~ )는 미국의 배우, 감독, 영화 각본가, 극작가이다. 연출, 각본, 주연을 맡은 《What Happened Was...》(1994)로 1994년 제10회 선댄스 영화제 심사위원 대상을 받았다.

## 출연 작품

### 영화
- 맨헌터 (1986)
- 악마 군단 (1987)
- 로보캅 2 (1990) - 케인 역
- 라스트 액션 히어로 (1993)
- What Happened Was... (1994) - 연출, 각본 겸임
- 시네도키, 뉴욕 (2008)
- 아노말리사 (2015) - 애니메이션
- 원더스트럭 (2017) - 월터 역

### 텔레비전
- 헬 온 휠즈 (2011-14)
- 12 몽키즈 (2015-18)